# Hisanori Shirasawa
Hisanori Shirasawa (白澤久則?, Shirasawa Hisanori; Kōbe, 13 dicembre 1964) è un allenatore di calcio ed ex calciatore giapponese, di ruolo centrocampista.

## Carriera

### Giocatore

#### Club
Ha iniziato la carriera agonistica nel Kobe Football Club, per poi passare nel 1983 al Yanmar Diesel. Con il sodalizio di Osaka rimarrà sino al 1992 per trasferirsi al Kyoto Sanga, ove chiuderà la carriera l'anno seguente. 

#### Nazionale
Shirasawa venne selezionato per fare parte della spedizione nipponica alla Coppa d'Asia 1988, giocando tre dei quattro incontri disputati dal Giappone. È da notare però che la Federazione calcistica del Giappone non riconosce gli incontri disputati come ufficiali, dato che furono giocati dalla seconda squadra.

### Allenatore
Ritiratosi, occupa la posizione di allenatore del Vissel Kobe U-12.